# 바이에른 평의회 공화국
바이에른 평의회 공화국(독일어: Bayerische Räterepublik) 또는 뮌헨 평의회 공화국은 독일 11월 혁명의 과정에서 탄생하여 1919년 약 1개월간 짧게 존속한 사회주의 국가이다. 바이에른 자유주의 영역을 기반으로 하여 바이마르 공화국으로부터 독립을 추구하였다. 수도는 뮌헨이었다. 바이마르 공화국 국가방위군과 민방위군에 의해 주요 간부들이 체포당하면서 해체되었다.

## 역사

### 쿠르트 아이스너의 무혈 혁명
러시아 혁명 1주기였던 1918년 11월 7일 오전, 독일 독립사회민주당(독일어: Unabhängige Sozialdemokratische Partei Deutschlands, USPD)의 쿠르트 아이스너(Kurt Eisner)는 옥토버페스트가 열리는 장소인 테레지엔비제(Theresienwiese)에 모인 약 6만여 명 정도의 군중 앞에서 연설을 했다. 아이스너는 즉각적 평화와 8시간의 근로시간, 실업수당 등을 요구했고, 바이에른 왕국의 국왕 루트비히 3세와 독일 황제 빌헬름 2세를 퇴위시키고 노동자와 병사 평의회를 만들 것을 주장했다. 연설을 들은 군중들은 병사들의 막사로 몰려갔고 대부분의 군인들을 혁명에 가담시키는 데 성공했다. 그날 밤, 루트비히 3세는 추방되었다. 다음 날인 1918년 11월 8일, 아이스너는 700년 이상 이어진 비텔스바흐 왕가를 전복시키고 바이에른 왕국을 바이에른 자유주로 선포했다. 아이스너는 바이에른 주의 수상(Ministerpräsident)이 되었다.
비록 "사회주의 공화국"을 지지했지만, 아이스너 정부는 사유 재산을 옹호한다는 견해를 밝힘으로써 러시아의 볼셰비키와는 거리를 두었다. 이는 뮌헨의 경제학자 루요 브렌타노(Lujo Brentano)가 바이에른의 무역 인민위원(Volkskommissar für Handel)으로 며칠간 재직한 것에 영향을 받은 것이다.
아이스너의 USPD 당이 선거에서 패배하자, 아이스너는 수상직에서 물러나기로 결정하였다. 1919년 2월 21일 아이스너는 수상직 사임 의사를 밝히기 위해 의회로 가고 있었다. 그러나 도중에 아이스너는 극우민족주의자 안톤 아르코팔라이 백작 (Anton Graf von Arco auf Valley)에게 암살당했다. 안톤은 비록 그의 어머니가 유대인이라는 사실 때문에 가입이 거부되기는 했지만, 뮌헨의 인종주의자 단체인 툴레 협회(Thule Gesellschaft)에 회원으로 가입하려고 시도한 경력이 있는 인물이었다. 아이스너가 암살됨으로써 바이에른은 혼란스럽고 불안한 상태가 되었는데, 이러한 상황에 헝가리에서 평의회 혁명이 성공했다는 소식까지 들리자 공산주의자들과 무정부주의자들이 권력을 잡기 위한 움직임을 보였다.

### 호프만 정부
1919년 3월 7일, USPD를 대신하여 총선에서 승리한 다수파사민당(Mehrheitssozialdemokratische Partei Deutschlands, MSPD)의 당수 요하네스 호프만(Johannes Hoffmann)은 연립내각을 수립하였으나, 정치적 지지를 얻는 데는 실패하였다.

### 에른스트 톨러 정부
1919년 4월 6일이 되자 러시아식 노동자 평의회를 통치기구로 하는 평의회 공화국이 공식적으로 선포되었다. 원래 이 공화국은 에른스트 톨러(Ernst Toller) 같은 USPD 당원들과 구스타프 란다우어(Gustav Landauer), 질비오 게젤(Silvio Gesell), 에리히 뮈잠(Erich Mühsam) 등의 무정부주의자로 구성되어 있었다. 극작가 출신이었던 에른스트 톨러는 정치인으로서는 별로 유능하지 못했다. 그의 정부 역시 바이에른의 질서를 많이 회복시키지 못했다.

### 오이겐 레비네 정부
1919년 4월 12일 일요일, 공산당이 바이에른 평의회 공화국의 정권을 잡았다. 지도자는 오이겐 레비네였다. 레비네는 집권 후 공산주의 개혁을 실시했는데, 여기에는 "붉은 군대" 창설, 국가에 의한 화폐와 식량 공급 장악, 노숙자에 대한 고급 주택 불하, 노동자에 대한 공장의 소유권 배분 등이 포함되었다. 레비네는 지폐 폐지와 교육 제도 개혁도 구상했었으나, 이를 실제로 시행하지는 못하였다.
블라디미르 레닌의 지령에 따라, 레비네는 사회 상류 계급에서 인질을 잡았다. 1919년 4월 30일 구스타프 투른탁시스 공작을 포함한 8인의 인사가 우익의 간첩 노릇을 했다는 죄목으로 고발되어 처형되었다. 툴레 협회의 비서인 헬라 폰 베스타르프 백작부인(Hella von Westarp)도 살해되었다.

### 해체
얼마 후인 1919년 5월 3일, 약 9천여 명의 바이마르 공화국 국가방위군(공산주의자들은 이들을 "자본주의 백색군"이라고 불렀다)과 3만여 명의 민방위대가 공산주의자들과의 격렬한 시가전 끝에 뮌헨에 입성하였다. 시가전 중 약 1000명의 공산 정부 지지자들이 죽었다. 700여 명의 남녀가 체포되어 승리한 민방위군 군인들에 의해 즉결처형되었다. 리바이 역시 체포되어 반역죄로 슈타델하임 감옥에서 총살당했다. 뮌헨이 백색군과 민방위군에 의해 점령됨에 따라, 바이에른에 독립적 국가를 수립하려는 시도였던 바이에른 평의회 공화국도 해체되었다.

## 같이 보기
- 독일 11월 혁명
- 바이에른